# Круус, Яан
Ян Я́нович Кру́ус ((традиционное написание; правильно[уточнить] — Яан Яанович Круус) эст. Jaan Kruus; 27 февраля 1884, деревня Соосалу, Сойницкая волость, Эстляндская губерния, Российская империя — 15 мая 1942, Москва, СССР) — эстонский и советский военный деятель, генерал-майор (1940). Участник Первой Мировой войны и войны за независимость Эстонии. Расстрелян в Москве по обвинению в контрреволюционной деятельности.

## Биография

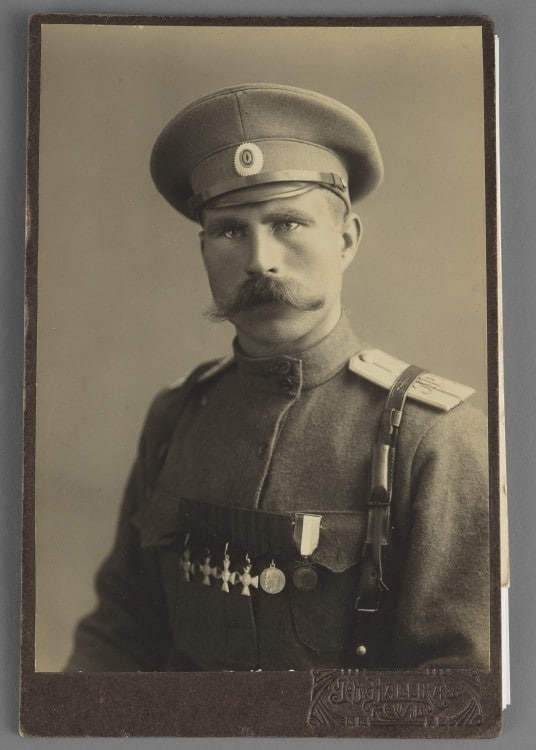
Прапорщик Яан Круус в армии Российской империи, 1915 год

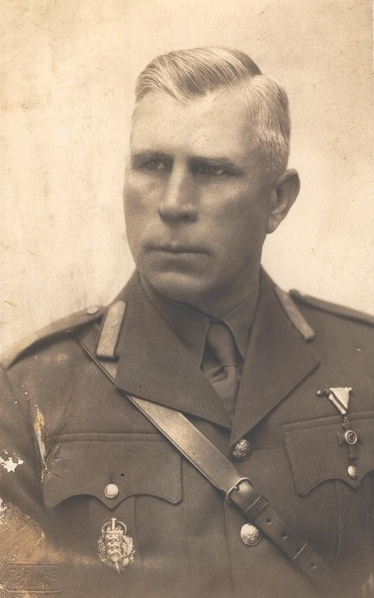
Круус Яан на службе в армии Эстонии, 1920-е гг.

### Ранние годы
Родился в маленькой деревне Соосалу на западе Эстляндской губернии в семье крестьянина-кузнеца. С 1906 по 1909 год проходил срочную службу в императорской армии по воинской повинности. В период с 1912 по 1914 год обучался в сельскохозяйственной школе в Кокемяэ в Финляндии.

### Первая мирова война
С началом Первой Мировой войны был мобилизован в ряды действующей русской армии. За период нахождения в рядовых и унтер-офицерских чинах был награждён всеми 4-мя степенями Георгиевского креста, Георгиевской медалью 4-й степени и французской медалью «За мужество и самоотверженность». За проявленные успехи на поле боя в 1915 году был повышен до прапорщика и назначен командиром первой роты 3-го Финляндского стрелкового полка. В период войны был неоднократно контужен. За боевые отличия награждён орденами Святой Анны 4-й, 3-й и 2-й степени, Святого Станислава 3-й и 2-й степеней и Святого Владимира 4-й степени. К 1917 году дослужился до поручика.

### Служба в армии Эстонии
С началом Гражданской войны в России поддержал отделившуюся Эстонию и участвовал в войне за её независимость. 19 ноября 1919 года произведён в подполковники эстонской армии. К концу войны являлся командиром 6-го пехотного полка, а после — 3-го отдельного стрелкового батальона. В 1920 году награждён Крестом свободы II класса 3-й степени. С 1921 по 1923 год посещал курсы генерального штаба, по окончании которых был произведён в полковники.
В 1923—1934 годы — командир 7-го полка эстонской армии. В 1934 году полгода командовал Валгинским военным округом. В 1936 году произведён в Генерал-майоры. В 1934—1936 годы — командир 1-й дивизии. В 1936—1940 годы — командир 2-й дивизии.

### Советский период
После присоединения Эстонии к СССР и формирования на базе эстонской армии 22-го Эстонского территориального корпуса Красной Армии был назначен командиром 182-й стрелковой дивизии того же корпуса с сохранением в звании.

### Арест и казнь
Был арестован 17 июля 1941 года Постановлением ОСО при НКВД СССР по обвинению в участии в контрреволюционной организации. 22 апреля 1942 года приговорён к расстрелу — приговор приведён в исполнение 15 мая 1942 в Москве. Реабилитирован определением ВКВС от 5 июля 1963 года.

## Награды
Яан Яанович Круус — самый титулованный эстонский военнослужащий Российской империи в Первой мировой войне, он был награждён:
- Георгиевская медаль IV за отвагу.
- Георгиевский крест I, II, III и IV степеней.
- Французская военная медаль.
- Орден II и III Святого Станислава.
- Ордена Святой Анны II, III и IV.
- Орден Святого Владимира IV.

## Память
В 2004 году в городе Тарту, на здании отеля Барклай на улице Юликооли, где раньше располагался штаб 2-й дивизии, был открыт барельеф в его честь.